# Финентроп
Финентроп (њем. Finnentrop) општина је у њемачкој савезној држави Северна Рајна-Вестфалија. Једно је од 7 општинских средишта округа Олпе. Према процјени из 2010. у општини је живјело 17.945 становника. Посједује регионалну шифру (AGS) 5966012, NUTS (DEA59) и LOCODE (DE FIT) код.

## Географски и демографски подаци
Финентроп се налази у савезној држави Северна Рајна-Вестфалија у округу Олпе. Општина се налази на надморској висини од 250 метара. Површина општине износи 104,3 km². У самом мјесту је, према процјени из 2010. године, живјело 17.945 становника. Просјечна густина становништва износи 172 становника/km².

## Међународна сарадња
| Мјесто    | Држава  | Врста сарадње | Од    |
| --------- | ------- | ------------- | ----- |
| Диксмојде | Белгија | партнерство   | 1979. |
| Извор     |         |               |       |